# Sauro Bufalini
Pour les articles homonymes, voir Bufalini.
Sauro Bufalini, né le 28 avril 1941, à Pise, en Italie et décédé le 1er avril 2012, à Pise est un ancien joueur et entraîneur italien de basket-ball. Il évolue durant sa carrière au poste de pivot.

## Palmarès
- Champion d'Italie 1964
- Coupe intercontinentale 1966
- Coupe des coupes 1967, 1970
- Vainqueur des Jeux méditerranéens de 1963
- Finaliste des Jeux méditerranéens de 1967[2]